# Tenerife (Colombia)
Tenerife es un municipio colombiano del departamento del Magdalena. Localizado en la orilla oriental del bajo Magdalena.
Fue allí donde Simón Bolívar ganó su primera batalla en la Campaña del Magdalena y lanzó su primera proclama de libertad.

## Toponimia
El nombre de la Villa de San Sebastián de Tenerife, se debe a una costumbre española en la que al fundar una población se le daba el nombre del Santo que ese día celebraba la Iglesia y casualmente ese día se celebraba el martirio de San Sebastián. 
Entre tanto el nombre de Tenerife se dio porque el capitán Francisco Henríquez, un canario se quiso agraciar con su jefe Gonzalo Fernández de Lugo quien era natural de las Islas Canarias y a la sazón era el gobernador de Santa Marta.

## Límites municipales
| Noroeste: El Guamo         | Norte: Zapayán |               |
| Oeste: San Juan Nepomuceno |                | Este: Chibolo |
| Suroeste: Zambrano         | Sur: Plato     |               |

## División Político-Administrativa
Además de su Cabecera municipal. Tenerife tiene bajo su jurisdicción los siguientes Centros poblados:
- El Juncal
- Piedras de Moler
- Real del Obispo
- San Luis
- Santa Inés

## Historia

#### Periodo prehispánico
Los aborígenes Malibues, formaban parte de una cadena de nativos que habían ocupado el territorio del municipio de Tenerife, incluyendo miembros de las tribus Tepehuas, Chimilas, Karibes, Mohicas o Mohicanos y Moscotes.

#### Periodo virreinal

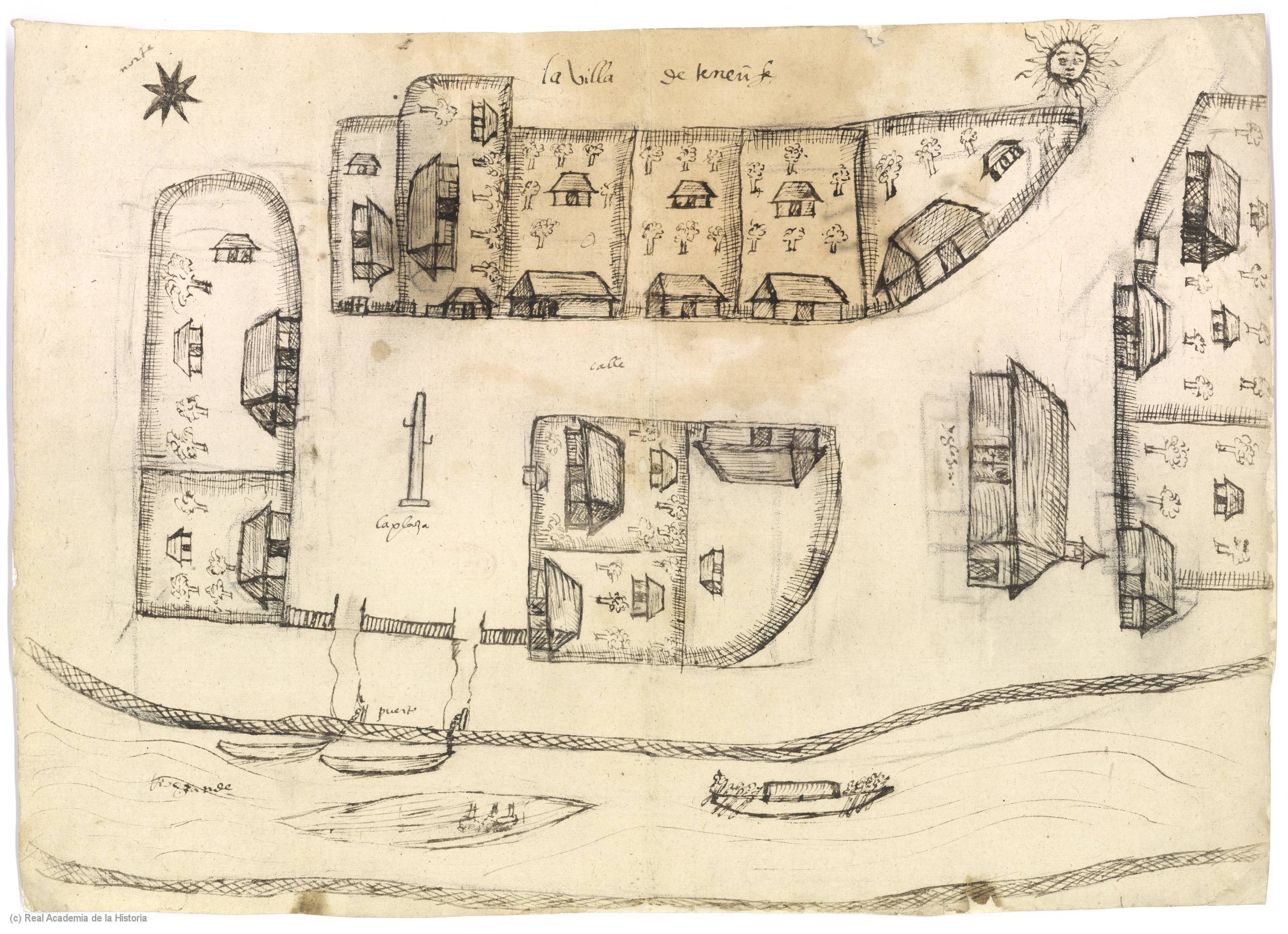
Plano de la villa de Tenerife realizado en 1580 y conservado en la Real Academia de la Historia.

Don Pedro Fernández de Lugo, Originario de Canarias donde se desempeñaba como Gobernador y Adelantado, fue nombrado Gobernador de Santa Marta por el Rey Carlos V. Se asegura, con bastante criterio histórico, que fue durante su gobernación en 20 de enero de 1536 cuando a su nombre, otro canario, el Capitán Francisco Henríquez, de Tenerife, fundó a San Sebastián de Tenerife, en el llamado país del malibues o territorio de los nativos Pintados.
En este afán, sobre un elevado promontorio sitio en la ribera oriental del Río Grande de la Magdalena, Francisco Henríquez descuajó la manglaria para edificar capilla y consistorio civil, trazó calles encrucijadas y montó alabardas defensivas. Tenerife, se convirtió en una floreciente villa virreinal y centro de actividad mercantil y cultural en veinte leguas a la redonda, con Cartagena de Indias y Santa Cruz de Mompós irradió lustre y nombradía en el norte del Virreinato de Nueva Granada junto con Santa Marta. La arquitectura peninsular de entonces sembró de torreones a la Villa: conventos y Casa de Gobierno, Alcabala y Resguardo, Corte Menor y Casa del Perdón, eslabón.
El 20 de diciembre de 1783, el Arzobispo Virrey Antonio Caballero y Góngora, expidió a nombre del Rey de España, el título de villa a Tenerife. 

#### Periodo independentista y republicano
Tenerife apoyo al Estado Libre de Cartagena en contra de los realistas de Santa Marta. De ahí el uso de la Bandera cuadrilonga como símbolo municipal.
Por consiguiente, fue en Tenerife donde las fuerzas bajo el mando de Hermógenes Maza y Loboguerrero y José María Córdova limpiaron de realistas el bajo Magdalena y aseguraron la derrota final y el embarque de las fuerzas ibéricas y del Virrey hacia España, luego del asedio a Cartagena.
Por sus heroicos destinos, su importancia humana, comercial, geográfica y política, el nombre de Tenerife se usó para denominar a una provincia del Estado Federal del Magdalena en 1857, y 1864 en un departamento. Uno de sus gobernadores fue don Gabriel Antonio Briceño quien, en abril de 1868, oficiaba como tal cuando falleció en Tenerife, Anne Lenoit, la amantísima del Libertador Simón Bolívar.

#### SigloXXyXXI
De Tenerife, se ha separado en los últimas décadas territorios de los actuales municipios de Chibolo (1974) y Zapayán (2000).

## Estructura organizacional municipal
| Tenerife     | Tenerife    | Tenerife                   |
| Departamento | Código DANE | Categoría municipal (2024) |
| ------------ | ----------- | -------------------------- |
| Magdalena    | 47798       | Sexta                      |

- Personería: Es un centro del Ministerio Público de Colombia que ejerce, vigila y hace control sobre la gestión de las alcaldías y entes descentralizados; velan por la promoción y protección de los derechos humanos; vigilan el debido proceso, la conservación del medio ambiente, el patrimonio público y la prestación eficiente de los servicios públicos, garantizando a la ciudadanía la defensa de sus derechos e intereses.

- Concejo Municipal: Es la suprema autoridad política del municipio. En materia administrativa sus atribuciones son de carácter normativo. También le corresponde vigilar y hacer control político a la administración municipal. Se regulan por los reglamentos internos de la corporación en el marco de la Constitución Política Colombiana (artículo 313) y las leyes, en especial la Ley 136 de 1994 y la Ley 1551 de 2012.

- Alcaldía Municipal: En esta se encuentra la administración municipal y las entidades descentralizadas del municipio.

El Alcalde se pronuncia mediante decretos y se desempeña como representante legal, judicial y extrajudicial del municipio. El actual Alcalde municipal es Jorge Mercado Botero (2024-2027), elegido por voto popular.

### Servicios públicos
- Energía Eléctrica: Air-e, del grupo EPM, es la empresa prestadora del servicio de energía eléctrica.
- Gas Natural: Gases del Caribe es la empresa distribuidora y comercializadora de gas natural en el municipio.